# Башилов, Александр Павлович
Александр Павлович Башилов (1849, Санкт-Петербург — ?) — российский юрист, учёный, преподаватель, нотариус, один из основоположников науки торгового права в России.

## Биография
Родился 10 (22) ноября 1849 года в Санкт-Петербурге.
Среднее образование получил в Ларинской гимназии (вып. 1867). В 1871 году окончил юридический факультет Санкт-Петербургского университета со степенью кандидата прав.
В 1871—1875 годах служил в 3-м Департаменте Правительствующего Сената.
В 1875—1880 годах был членом Санкт-Петербургского коммерческого суда. В 1875—1883 годах — секретарь, в 1875—1906 годах — юрисконсульт Санкт-Петербургского Биржевого комитета; в 1885 и 1888 годах ездил по поручению комитета на международные конгрессы по торговому праву, проходившие в Антверпене и Брюсселе.
В 1880—1906 годах — присяжный поверенный округа Санкт-Петербургской судебной палаты и присяжный стряпчий при Санкт-Петербургском коммерческом суде. В 1906—1917 годах был нотариусом округа Санкт-Петербургской судебной палаты.
Одновременно с юридической деятельностью он занимался преподавательской: в 1874—1877 годах преподавал в 1-м Санкт-Петербургском реальном училище, в 1883—1904 годах преподавал торговое право в Училище Правоведения.

## Башилов - исследователь торгового права
А. П. Башилов исследовал правовое регулирование деятельности торговых товариществ, рассмотрел типы товариществ, проанализировал элементы, входящие в состав определения торгового товарищества. Особое внимание уделил товарищескому договору, определил рамки ответственности полных товариществ.
Башилов ставит задачу выявить различие между гражданскими и торговыми товариществами, формулирует следующее определение торгового товарищества как «союза лиц, заключивших между собою договор о соединении их имущественных средств и личных сил с целью производства торговли».
Существенными его чертами являются:
- участие в товариществе, по крайней мере, двух лиц
- договор, в заключении которого должны участвовать все товарищи
- соединение как имущественных средств, так и личных сил участников
- производство торговли как цель учреждения товарищества

Башилов оспаривает позицию П. Цитовича о том, что торговое товарищество может стать товарищем другого товарищества. Он полагает, что полное товарищество представляет собой соединение не только имуществ, средств, но и личных сил участников, в силу чего товарищества не могут принимать на себя обязанности наемника по договору личного найма. Он пишет: «если уже возможность участия имуществом в другом полном товариществе для целого товарищества представляется спорной, так как трудно допустить, чтобы товарищеский капитал, составленный для определенной цели — производства операций данного товарищества, и долженствующий служить обеспечением претензий третьих лиц именно к этому товариществу, подвергался риску полной и неограниченной ответственности за операции другого товарищества, то совершенно невозможно для товарищества участие в другом товариществе личными силами, по отсутствию таковых у товарищества как коллективного абстрактного лица. Если же под „личными“ силами разуметь здесь индивидуальные силы отдельных участников товарищества, в таком случае мы будем иметь не участие целого товарищества в другом полном товариществе, а участие в последнем отдельных товарищей, что далеко не одно и то же и что прямо запрещено законом». При этом если товарищ не может принимать участие в другом товариществе в качестве «полного товарища», то нет никаких препятствий к его участию в другом товариществе на вере, товариществе на паях или акционерном обществе и в обществах, основанных на началах взаимной, но ограниченной ответственности, например, в обществах взаимного кредита.